# Tour of Qatar 2012
Il Tour of Qatar 2012, undicesima edizione della corsa, si svolse dal 5 al 10 febbraio su un percorso di 724 km ripartiti in 6 tappe. Fu vinto dal belga Tom Boonen della Omega Pharma-Quickstep davanti allo statunitense Tyler Farrar e allo spagnolo Juan Antonio Flecha.

## Tappe
| Tappa  | Data        | Percorso                             | km    | Vincitore di tappa | Leader cl. generale |
| ------ | ----------- | ------------------------------------ | ----- | ------------------ | ------------------- |
| 1ª     | 5 febbraio  | Barzan Towers > Doha Golf Club       | 142,5 | Tom Boonen         | Tom Boonen          |
| 2ª     | 6 febbraio  | Lusail > Lusail (cron. squadre)      | 11,3  | Garmin-Sharp       | Tom Boonen          |
| 3ª     | 7 febbraio  | Dukhan > Al Gharafa Stadium          | 146,5 | Mark Cavendish     | Tom Boonen          |
| 4ª     | 8 febbraio  | Al Thakhira > Madinat Al Shamal      | 144   | Tom Boonen         | Tom Boonen          |
| 5ª     | 9 febbraio  | Camel Race Track > Al Khor Corniche  | 160   | Mark Cavendish     | Tom Boonen          |
| 6ª     | 10 febbraio | Sealine Beach Resort > Doha Corniche | 120   | Arnaud Démare      | Tom Boonen          |
| Totale | Totale      | Totale                               | 724   |                    |                     |

## Dettagli delle tappe

### 1ª tappa
- 5 febbraio: Barzan Towers > Doha Golf Club – 142,5 km

| Pos. | Corridore   | Squadra   | Tempo    |
| ---- | ----------- | --------- | -------- |
| 1    | Tom Boonen  | Omega Ph. | 3h11'32" |
| 2    | Adam Blythe | BMC       | s.t.     |
| 3    | Peter Sagan | Liquigas  | s.t.     |

| Pos. | Corridore   | Squadra   | Tempo    |
| ---- | ----------- | --------- | -------- |
| 1    | Tom Boonen  | Omega Ph. | 3h11'22" |
| 2    | Adam Blythe | BMC       | a 4"     |
| 3    | Peter Sagan | Liquigas  | a 6"     |

### 2ª tappa
- 6 febbraio: Lusail > Lusail (cron. squadre) – 11,3 km

| Pos. | Squadra                | Tempo |
| ---- | ---------------------- | ----- |
| 1    | Garmin-Sharp           |       |
| 2    | Omega Pharma-Quickstep |       |
| 3    | Sky Procycling         |       |

| Pos. | Corridore         | Squadra      | Tempo    |
| ---- | ----------------- | ------------ | -------- |
| 1    | Tom Boonen        | Omega Ph.    | 3h24'07" |
| 2    | Tyler Farrar      | Garmin-Sharp | s.t.     |
| 3    | Johan Vansummeren | Garmin-Sharp | a 3"     |

### 3ª tappa
- 7 febbraio: Dukhan > Al Gharafa Stadium – 146,5 km

| Pos. | Corridore      | Squadra   | Tempo    |
| ---- | -------------- | --------- | -------- |
| 1    | Mark Cavendish | Sky       | 3h23'48" |
| 2    | Tom Boonen     | Omega Ph. | s.t.     |
| 3    | Aidis Kruopis  | Orica     | s.t.     |

| Pos. | Corridore      | Squadra      | Tempo    |
| ---- | -------------- | ------------ | -------- |
| 1    | Tom Boonen     | Omega Ph.    | 6h47'49" |
| 2    | Tyler Farrar   | Garmin-Sharp | a 6"     |
| 3    | Mark Cavendish | Sky          | a 8"     |

### 4ª tappa
- 8 febbraio: Al Thakhira > Madinat Al Shamal – 144 km

| Pos. | Corridore         | Squadra    | Tempo    |
| ---- | ----------------- | ---------- | -------- |
| 1    | Tom Boonen        | Omega Ph.  | 3h03'14" |
| 2    | Tom Veelers       | Argos      | s.t.     |
| 3    | Fabian Cancellara | RadioShack | s.t.     |

| Pos. | Corridore           | Squadra      | Tempo    |
| ---- | ------------------- | ------------ | -------- |
| 1    | Tom Boonen          | Omega Ph.    | 9h50'50" |
| 2    | Tyler Farrar        | Garmin-Sharp | a 31"    |
| 3    | Juan Antonio Flecha | Sky          | a 34"    |

### 5ª tappa
- 9 febbraio: Camel Race Track > Al Khor Corniche – 160 km

| Pos. | Corridore      | Squadra  | Tempo    |
| ---- | -------------- | -------- | -------- |
| 1    | Mark Cavendish | Sky      | 3h30'40" |
| 2    | Daniel Oss     | Liquigas | s.t.     |
| 3    | Peter Sagan    | Liquigas | s.t.     |

| Pos. | Corridore           | Squadra      | Tempo     |
| ---- | ------------------- | ------------ | --------- |
| 1    | Tom Boonen          | Omega Ph.    | 13h21'30" |
| 2    | Tyler Farrar        | Garmin-Sharp | a 31"     |
| 3    | Juan Antonio Flecha | Sky          | a 34"     |

### 6ª tappa
- 10 febbraio: Sealine Beach Resort > Doha Corniche – 120 km

| Pos. | Corridore         | Squadra      | Tempo    |
| ---- | ----------------- | ------------ | -------- |
| 1    | Arnaud Démare     | FDJ          | 2h20'44" |
| 2    | Denis Galimzjanov | Katusha Team | s.t.     |
| 3    | Mark Renshaw      | Rabobank     | s.t.     |

| Pos. | Corridore           | Squadra      | Tempo     |
| ---- | ------------------- | ------------ | --------- |
| 1    | Tom Boonen          | Omega Ph.    | 15h42'14" |
| 2    | Tyler Farrar        | Garmin-Sharp | a 28"     |
| 3    | Juan Antonio Flecha | Sky          | a 33"     |

## Classifiche finali

### Classifica generale
| Pos. | Corridore            | Squadra                | Tempo     |
| ---- | -------------------- | ---------------------- | --------- |
| 1    | Tom Boonen           | Omega Pharma-Quickstep | 15h42'14" |
| 2    | Tyler Farrar         | Garmin-Sharp           | a 28"     |
| 3    | Juan Antonio Flecha  | Sky Procycling         | a 33"     |
| 4    | Gert Steegmans       | Omega Pharma-Quickstep | a 34"     |
| 5    | Tom Veelers          | Argos-Shimano          | a 1'00"   |
| 6    | Mark Cavendish       | Sky Procycling         | a 1'05"   |
| 7    | Fabian Cancellara    | RadioShack-Nissan      | a 1'06"   |
| 8    | Ramūnas Navardauskas | Garmin-Sharp           | a 1'09"   |
| 9    | Aidis Kruopis        | Orica-GreenEDGE        | a 1'10"   |
| 10   | Adam Blythe          | BMC Racing Team        | a 1'14"   |